# Niko (Sänger)
Niko war 1983/84 das Pseudonym des deutschen Sängers, Arrangeurs und Songschreibers Ralf Roder.

## Biografie
Bereits vor dem Abitur begann Roder mit dem Schreiben deutschsprachiger Lieder, später studierte er Musik und Sport. Als Alleinunterhalter trat er zunächst auf Familien- und Firmenfeiern auf. In den frühen 1980er Jahren stellte sich unter dem Künstlernamen Niko erster Erfolg als Sänger ein. Die 1983er Debütsingle Am weißen Strand von Helgoland, die bei Ariola erschien, schaffte den Sprung in die deutschen Singlecharts und erreichte dort Platz 21. Das Lied wurde im Folgejahr mit einem Text von Johnny Hoes in einer niederländischen Fassung (Aan’t warme witte Noordzeestrand) veröffentlicht. Weitere Singles als Niko blieben weitgehend unbeachtet.
1985 wechselte Ralf Roder das Genre und veröffentlichte einige englischsprachige Popsingles unter dem Pseudonym Prime Time. Da sich der erhoffte Erfolg nicht einstellte, arbeitete er zunächst als Werbekaufmann. Später konzentrierte sich der Multiinstrumentalist auf die Tätigkeit als Komponist und schrieb u. a. für Roland Kaiser, Olaf Henning, Norman Langen, Peter Wackel und Die Paldauer. Für Modern System feat. Lotto King Karl komponierte er 2003 den Titel Nichts als dem Wahrheit … und war als Studiosänger an den Aufnahmen beteiligt. Das Lied schaffte den Einstieg in die deutschen Charts (Platz 94).
Ralf Roder betreibt seit den späten 1990er Jahren ein Tonstudio (raro music) in Barsbüttel und produziert erfolgreich Musik für Pferdedressuren.

## Diskografie

### Singles
als Niko
- 1983: Am weißen Strand von Helgoland
- 1984: Aan’t warme witte Noordzeestrand (nur Niederlande)
- 1984: Hey Ho Hey – ich bin der König
- 1985: Auf und davon (für immer)
- 1990: Einmal um die große, weite Welt
- 2011: Ruf die 1-1-2 (als Niko Roder)[5]
- 2016: Am weißen Strand von Helgoland (Neuproduktion 2016)

als Prime Time
- 1985: Ocean of Crime (We’re Movin’ On)
- 1986: Don’t Forget to Live
- 1986: I Can’t Get Enough